# Paracomesoma longispiculum
Paracomesoma longispiculum är en rundmaskart som först beskrevs av Timm 1961.  Paracomesoma longispiculum ingår i släktet Paracomesoma och familjen Comesomatidae. Inga underarter finns listade i Catalogue of Life.